# Histoire philatélique et postale de la Russie et de l'URSS

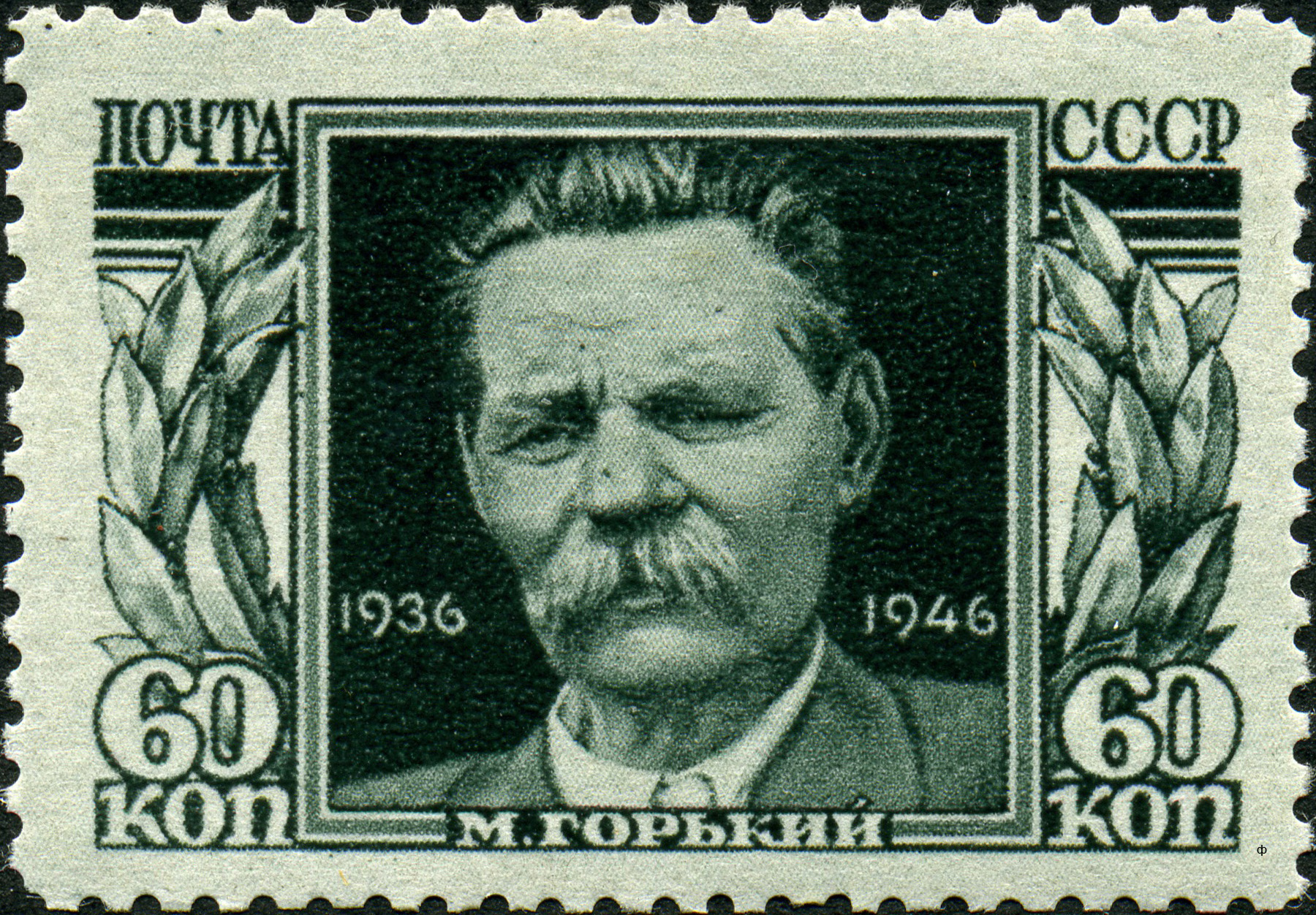
Maxime Gorki (Максим Горький), (Union soviétique, 1946)

L'histoire philatélique et postale de la Russie et de l'Union des républiques socialistes soviétiques (URSS) sont liées.
Le premier timbre-poste de la Russie impériale est émis en 1857. À la suite des révolutions de 1917, le pays devient l'un des principaux membres de l'URSS. La dislocation de cette dernière entraîne la réémision de timbres au nom de la Russie et des quatorze autres États.

## Histoire philatélique de la Russie et de l'URSS

### Histoire du timbre postal dans la Russie impériale

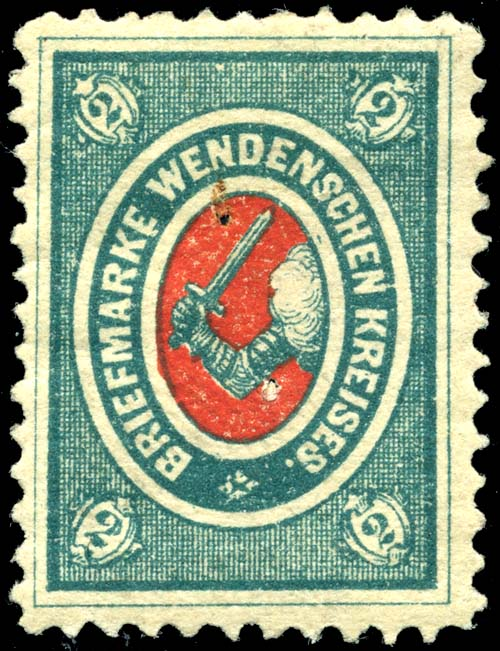
2 kopecks 1875
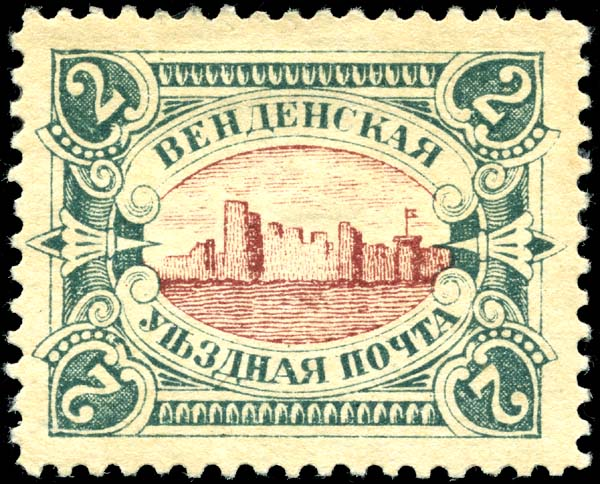
2 kopecks 1901
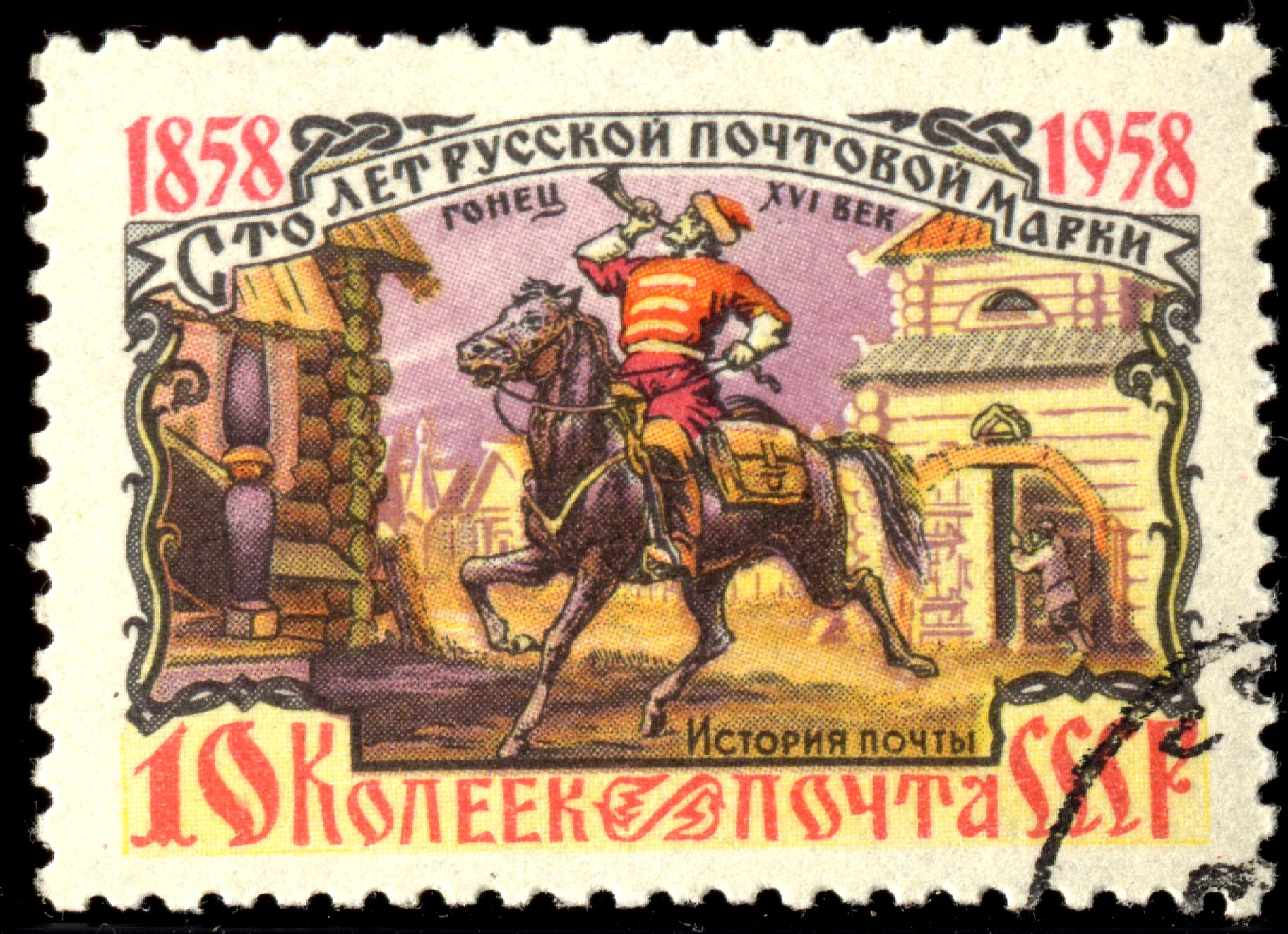
1958 10k URSS Centième anniversaire du timbre russe.
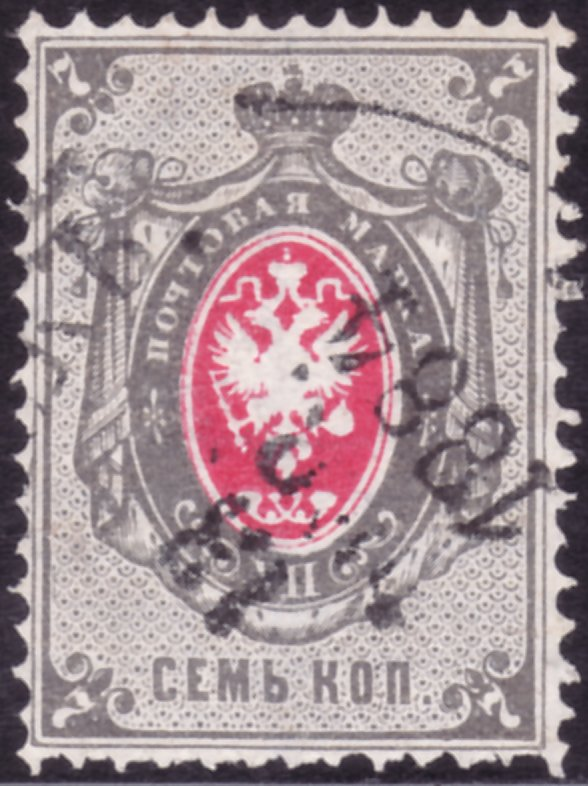
7 kopecks, 1880
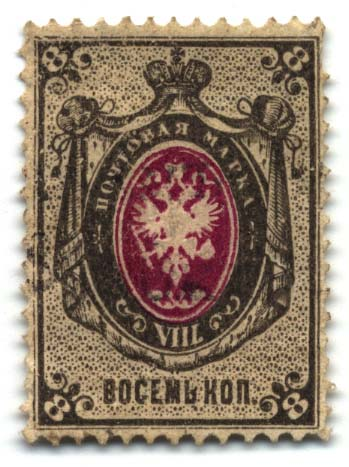
8 kopecks, 1875
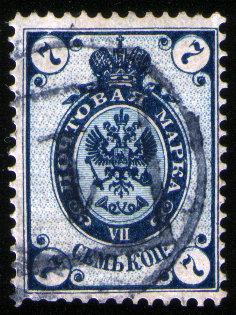
7 kopecks, 1883, utilisé en 1889

### Postes russes à l'étranger

#### Les postes russes dans l'empire turc

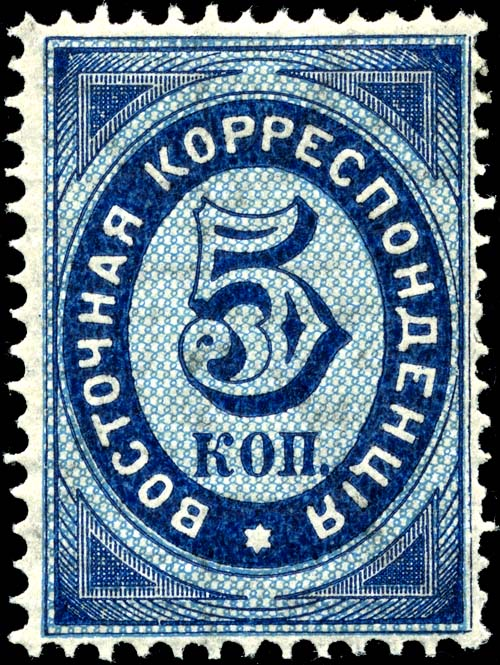
5 kopecks, 1872
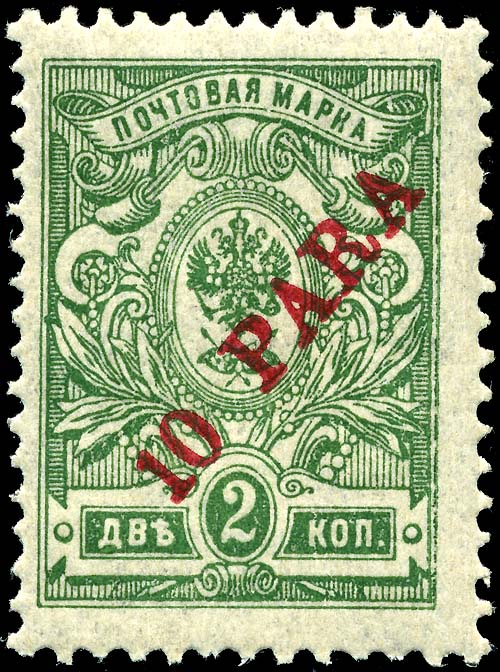
10-para surcharge, 1910

#### Les postes russes en Chine

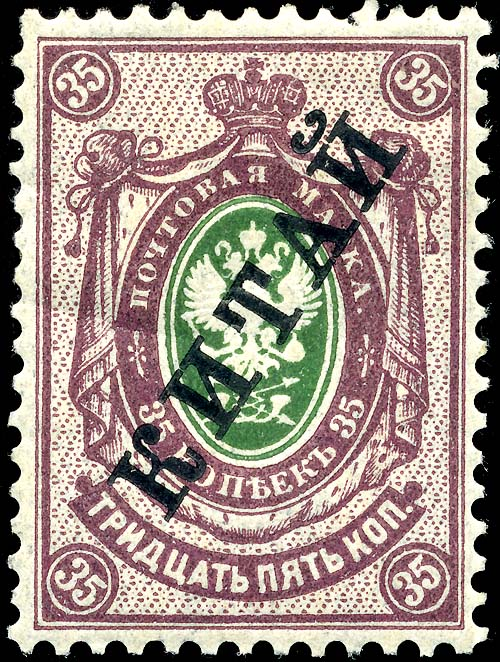
35 kopecks, 1904

### La Révolution de 1917

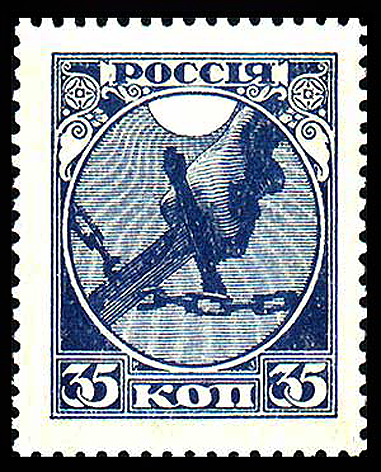
35k « Épée brisant les chaînes », 1918.
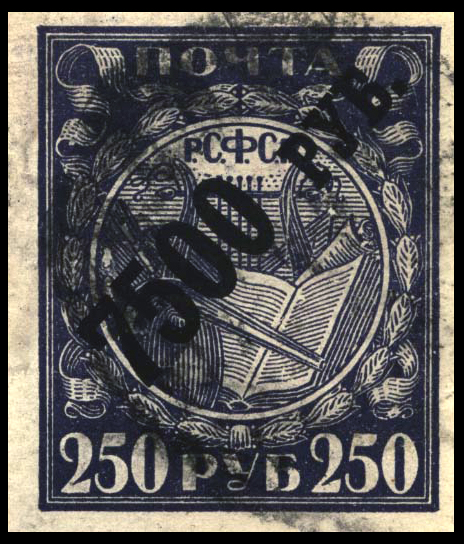
250-roubles de 1921, surcharge de 7 500 roubles en 1922.
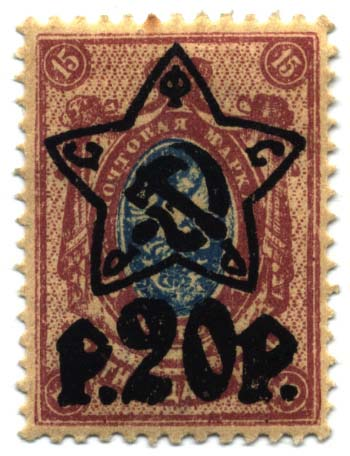
20r surcharge de 15k.

## La poste russe et soviétique
La Poste russe (en russe : По́чта Росси́и) est l'entreprise postale de Russie. La société est chargée de l'acheminement du courrier en Russie, aussi bien que de la vente des timbres. La poste russe emploie actuellement[Quand ?] 370 000 personnes et possède plus de 40 000 bureaux de poste.